# Alice Walker
Alice Malsenior Walker (sinh ngày 9 tháng 2 năm 1944) là một nhà văn, người viết truyện ngắn, thơ, và nhà hoạt động chính trị người Mỹ. Bà đã viết cuốn tiểu thuyết được đánh giá cao The Color Purple (1982). Với tác phẩm này bà giành được giải thưởng sách quốc gia và giải Pulitzer cho tác phẩm hư cấu. Bà cũng viết các tác phẩm Meridian và The Third Life of Grange Copeland và nhiều cuốn khác.

## Các tác phẩm tiêu biểu
| - The Third Life of Grange Copeland (1970) - In Love and Trouble: Stories of Black Women (1973, includes "Everyday Use") - Meridian (1976) - The Color Purple (1982) - You Can't Keep a Good Woman Down: Stories (1982) - To Hell With Dying (1988) - The Temple of My Familiar (1989) - Finding the Green Stone (1991) - Possessing the Secret of Joy (1992) - The Complete Stories (1994) - By The Light of My Father's Smile (1998) - The Way Forward Is with a Broken Heart (2000) - Now Is the Time to Open Your Heart (2004) Random House ISBN 9781588363961 - Once (1968) - Revolutionary Petunias and Other Poems (1973) - Good Night, Willie Lee, I'll See You in the Morning (1979) - Horses Make a Landscape Look More Beautiful (1985) - Her Blue Body Everything We Know: Earthling Poems (1991) - Absolute Trust in the Goodness of the Earth (2003) - A Poem Traveled Down My Arm: Poems And Drawings (2003) - Collected Poems (2005) - Hard Times Require Furious Dancing: New Poems - In Search of Our Mothers' Gardens: Womanist Prose (1983) - Living by the Word (1988) - Warrior Marks (1993) - The Same River Twice: Honoring the Difficult (1996) - Anything We Love Can Be Saved: A Writer's Activism (1997) - Go Girl!: The Black Woman's Book of Travel and Adventure (1997) - Pema Chodron and Alice Walker in Conversation (1999) - Sent By Earth: A Message from the Grandmother Spirit After the Bombing of the World Trade Center and Pentagon (2001) - We Are the Ones We Have Been Waiting For (2006) - Overcoming Speechlessness (2010) - Chicken Chronicles, A Memoir (2011) - The cushion in the road - Meditation and wandering as the whole world awakens to be in harm's way (2013) - "Beauty: When the Other Dancer is the Self" (1983) |